# Cantón el Porvenir
Cantón el Porvenir är en ort i Mexiko.   Den ligger i kommunen Villa Comaltitlán och delstaten Chiapas, i den sydöstra delen av landet, 800 km sydost om huvudstaden Mexico City. Cantón el Porvenir ligger 20 meter över havet och antalet invånare är 138.
Terrängen runt Cantón el Porvenir är platt. Runt Cantón el Porvenir är det ganska tätbefolkat, med 134 invånare per kvadratkilometer. Närmaste större samhälle är Huixtla, 14,8 km öster om Cantón el Porvenir. Omgivningarna runt Cantón el Porvenir är en mosaik av jordbruksmark och naturlig växtlighet.